# مگس‌گیر سینه‌حنایی
مگس‌گیر سینه‌حنایی (نام علمی: Leptopogon rufipectus) گونه‌ای از پرندگان تیرهٔ ژیان‌مرغان (Tyrannidae) است و در کلمبیا، اکوادور، پرو و ونزوئلا یافت می‌شود.
مگس‌گیر سینه‌حنایی تک‌نماد است. این گونه و مگس‌گیر اینکایی (L. taczanowskii) گونه‌های خواهر هستند و ممکن است یک ابرگونه را تشکیل دهند.